# Ravenoville
Ravenoville is een plaats en voormalige gemeente in het Franse departement Manche in de regio Normandië en telt 252 inwoners (1999). De plaats maakt deel uit van het arrondissement Cherbourg.

## Geschiedenis
Ravenoville maakte deel uit van het kanton Sainte-Mère-Église tot dit op 22 maart 2015 werd opgeheven en de gemeenten werden opgenomen in het kanton Carentan. De gemeente werd op 1 januari 2019 opgeheven en opgenomen in de commune nouvelle Sainte-Mère-Église.

## Geografie
De oppervlakte van Ravenoville bedraagt 11,4 km², de bevolkingsdichtheid is 22,1 inwoners per km².
De onderstaande kaart toont de ligging van Ravenoville met de belangrijkste infrastructuur en aangrenzende gemeenten.

## Demografie
Onderstaande figuur toont het verloop van het inwonertal (bron: INSEE-tellingen).

Beuzeville-au-Plain · Carquebut · Chef-du-Pont · Écoquenéauville · Foucarville · Ravenoville · Sainte-Mère-Église